# بیا بنادرت
بیا بِنادِرِت (انگلیسی: Bea Benaderet؛ ۴ آوریل ۱۹۰۶ – ۱۳ اکتبر ۱۹۶۸) با نام کامل «بیاتریس "بیا" بِنادِرِت» یک هنرپیشه اهل ایالات متحده آمریکا بود. وی بین سال‌های ۱۹۲۶ تا ۱۹۶۸ میلادی فعالیت می‌کرد.

## گزیدهٔ آثار

### سینما
- در جستجوی تفریحات شهری (۱۹۴۹)
- بدنام (۱۹۴۶)

### تلویزیون
- عصر حجر (۱۹۶۴-۱۹۶۰)